# Frank Zappa
Frank Vincent Zappa (Baltimore, Maryland, 21 de diciembre de 1940-Los Ángeles, 4 de diciembre de 1993) fue un compositor, guitarrista, cantante, productor discográfico y director de cine estadounidense. Con una carrera de más de treinta años, Zappa compuso rock, jazz, blues, electrónica, música artística y música concreta, entre otros. También trabajó como director de cine y de videoclips, y diseñó portadas de álbumes. Además, se encargó de la producción de los más de sesenta álbumes que grabó con The Mothers of Invention y en solitario.
En su adolescencia adquirió gusto por compositores de avant-garde basada en la percusión como Edgard Varèse, y la música rhythm and blues de los años 50. Comenzó a escribir música artística en la escuela secundaria, mientras tocaba la batería en algunas bandas de rhythm and blues, instrumento que después cambió por la guitarra eléctrica. Era un compositor y músico autodidacta, y por su diversidad de gustos musicales llegó a crear música a veces imposible de clasificar. Su álbum debut de 1966 con la banda The Mothers of Invention, Freak Out!, combinaba canciones de rock convencionales con improvisaciones imposibles y sonidos generados en el estudio de grabación. Sus álbumes posteriores eran una mezcla de música experimental y ecléctica, independientemente de que fueran de rock, jazz o música artística. Escribía las letras de todos sus temas, frecuentemente humorísticas. Fue crítico con lo políticamente correcto y con la religión y fue un gran defensor de la libertad de expresión y de la abolición de la censura.
Zappa fue un artista muy prolífico y recibió grandes críticas positivas. Muchos de sus álbumes son considerados esenciales en la historia del rock, y es reconocido como uno de los guitarristas y compositores más originales de su tiempo, siendo hoy en día una referencia para un gran número de artistas. Tuvo algo de éxito comercial, sobre todo en Europa, por lo que pudo ser un artista independiente la gran mayoría del tiempo que duró su carrera. Fue incluido de forma póstuma en el Salón de la Fama del Rock and Roll en 1995 y recibió un premio Grammy a toda una carrera en 1997.
Zappa estuvo casado con Kathryn J. «Kay» Sherman desde 1960 a 1964, repitiendo nupcias en 1967 con Gail Sloatman, con quien permaneció hasta su muerte por cáncer de próstata en 1993. Tuvieron cuatro hijos: Moon Unit, Dweezil, Ahmet Emuukha Rodan y Diva Thin Muffin Pigeen. Gail Zappa coordinó hasta su fallecimiento en 2015 los negocios familiares bajo el nombre de Zappa Family Trust.

## Primeros años
Frank Zappa nació en Baltimore, Maryland, Estados Unidos, el 21 de diciembre de 1940, siendo sus padres Francis Zappa nacido en Partinico, Sicilia, Italia, y Rose Marie Colimore de ascendencia italo-francesa. Fue el mayor de cuatro hermanos. La familia, durante la infancia de Frank, se mudaba con frecuencia debido a que su padre, químico y matemático, trabajaba para el Gobierno de los Estados Unidos. Después de un corto espacio de tiempo en Florida, a mediados de los años 40 volvieron a Maryland, donde su padre trabajó en el Aberdeen Proving Ground (Terreno de pruebas de Aberdeen), una zona de prácticas militares donde se probaban armas. Debido a la proximidad de su casa al centro de pruebas, que almacenaba gas mostaza, guardaban máscaras de gas por si hubiera algún accidente. Esto tuvo un gran impacto en el joven Zappa: referencias a gérmenes y otros aspectos de la industria de defensa aparecen en numerosas ocasiones en su obra.
Durante su niñez, Zappa enfermaba con frecuencia, sufriendo asma, dolores de oído y sinusitis. Esta última le fue tratada insertándole un perdigón de radio en cada fosa nasal; poco se sabía en aquel entonces de los peligros que esta práctica conllevaba. Numerosas referencias a su nariz aparecen en las letras de sus canciones, al igual que en muchas de las portadas de álbumes hechas por su amigo Cal Schenkel.
Muchas de sus enfermedades podrían deberse a la constante exposición al gas mostaza, y su salud empeoró en la época en que vivía en el área de Baltimore. Así que finalmente su familia acababa mudándose constantemente en gran medida por los problemas de salud de Frank. En 1952 se mudaron a Monterrey, California, donde su padre se dedicó a enseñar metalurgia en una Escuela Naval. Poco después, se fueron a Claremont, y después a El Cajón, antes de mudarse definitivamente a San Diego.

## Influencias musicales

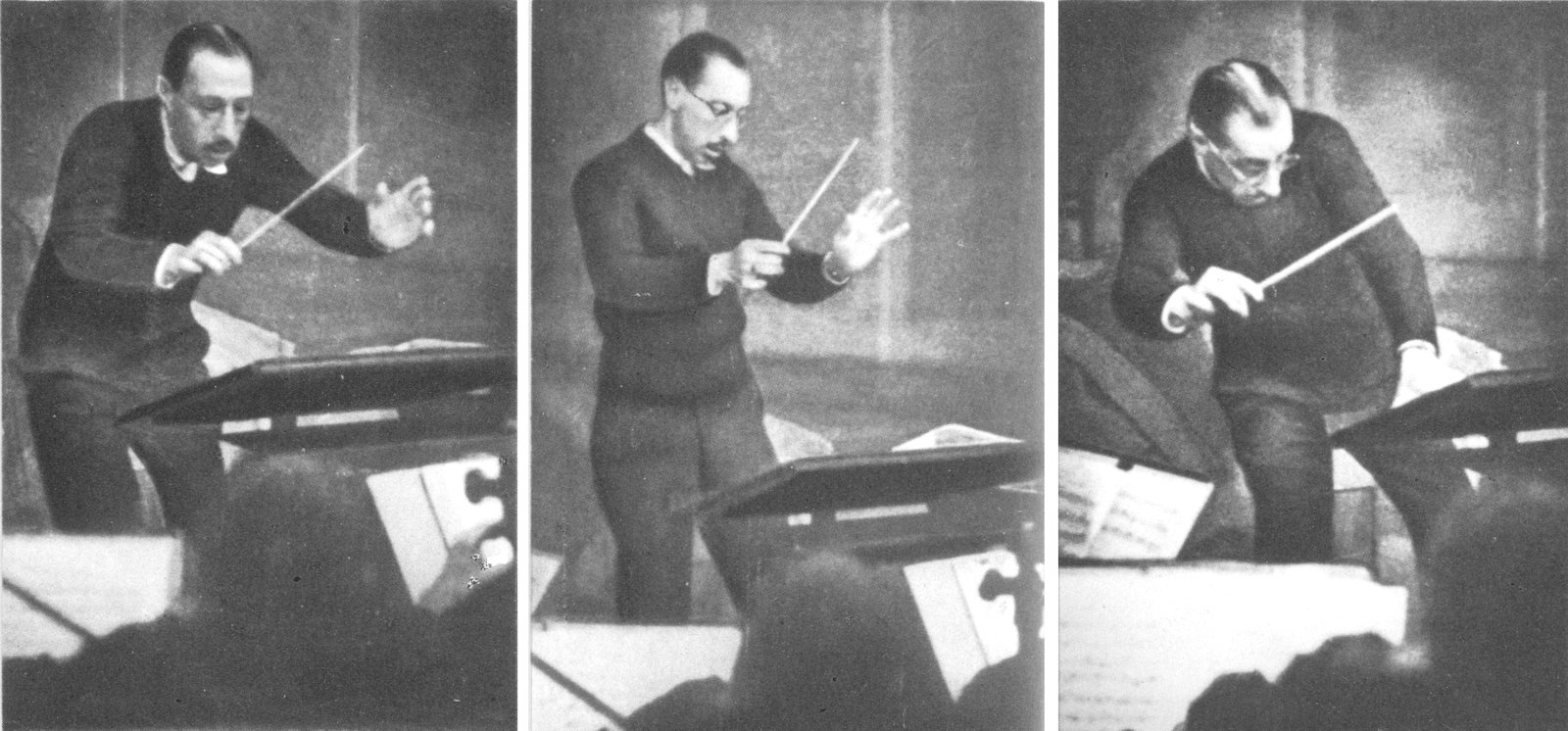
Igor Stravinsky (foto) fue, junto a Edgard Varèse y Anton Webern, una gran influencia para Zappa.

Zappa se unió a la banda The Blackouts la escuela Mission Bay High School de San Diego como baterista. También colaboró con el grupo Motorhead Sherwood, con quien Zappa coincidiría posteriormente en The Mothers of Invention. Al tratarse de un grupo multiétnico tuvieron problemas con los racistas y anti-integración. Por esta misma época, sus padres le compraron un fonógrafo, que le ayudó a desarrollar su interés por la música y a empezar a formar su colección de elepés. Sus primeras adquisiciones fueron sencillos de R&B, con los que empezó una colección que le acompañaría el resto de su vida. Se interesaba por todos los sonidos en general, y por los de la batería y la percusión en particular. Para cuando tenía doce años, obtuvo una caja orquestal y comenzó a aprender lo básico de la percusión orquestal. Su profundo interés por la música contemporánea empezó cuando leyó un artículo de la revista Look que trataba sobre el álbum de Varèse The Complete Works of Edgard Varèse, Volume One. disco publicado por EMS Recordings en octubre de 1950. El artículo describía la composición de percusión de Edgard Varèse Ionisation como «una extraña mezcla de tambores y otros desagradables sonidos». Zappa decidió profundizar en la música de Varèse. Después de buscar durante un año, Zappa encontró una copia del álbum, pero al no llevar consigo suficiente dinero, tuvo que convencer al vendedor para que se lo vendiese más barato, siendo el comienzo de su pasión de por vida por la música de Varèse y de otros compositores de música contemporánea.
Zappa creció influido por compositores de vanguardia como Varèse, Ígor Stravinski y Anton Webern, grupos de R&B y doo wop y jazz moderno. Su propio pasado étnico y la diversa mezcla social y cultural de la zona de Los Ángeles fueron cruciales en la formación de Zappa en la música underground y culpables de su posterior animadversión hacia las corrientes sociales, políticas y musicales generalistas. Frecuentemente criticaba y ridiculizaba estilos musicales como la psicodelia, ópera rock o música disco.

«Como no tuve ningún tipo de formación, para mí no había ninguna diferencia entre escuchar Lightnin' Slim, o un grupo vocal llamado Jewels..., o Webern, o Varèse, o Stravinsky. Para mí todo era buena música».

## Carrera

### 1955-1960: Comienzos de su carrera

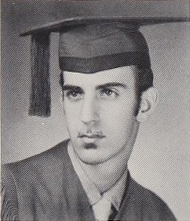
Frank Zappa en su anuario de 1958.

En 1956, la familia Zappa se mudó a Lancaster, California, un pequeño pueblo del desierto de Mojave, cerca de la base aérea Edwards. La madre de Frank lo apoyó en sus intereses musicales, y aunque no le gustaba la música de Varèse, fue lo bastante indulgente como para conseguir una conferencia telefónica con el compositor como regalo para el decimoquinto cumpleaños de su hijo. Desafortunadamente, Varèse estaba de viaje en Europa en ese momento, así que Zappa habló con su esposa. Después, Frank recibiría una carta de Varèse agradeciéndole su interés y contándole sobre su nueva composición llamada «Déserts». Viviendo en un pueblo cerca del desierto, a Zappa esto le resultó muy emocionante. Varèse le invitó a visitarle si en algún momento iba a Nueva York, pero el encuentro nunca tuvo lugar, ya que Varèse murió en 1965, pero Zappa enmarcó la carta y la tuvo expuesta el resto de su vida.
En la escuela Antelope Valley High School, Zappa conoció a Don Vliet (que después extendería su nombre a Don Van Vliet y adoptaría el nombre artístico de Captain Beefheart). Zappa y Vliet se hicieron amigos, compartiendo su interés por los álbumes de R&B e influyéndose el uno al otro musicalmente a lo largo de sus respectivas carreras. En esta misma época, Zappa comenzó a tocar la batería en una banda local, The Blackouts. La banda era racialmente diversa, e incluía en sus filas a Euclid James «Motorhead» Sherwood, que después sería miembro de The Mothers of Invention. Zappa empezó a interesarse cada vez más por la guitarra. Entre sus influencias tempranas estaban Johnny «Guitar» Watson, Howlin' Wolf y Clarence Gatemouth Brown. Watson apareció en varios de los álbumes de Zappa a lo largo de los años 70 y 80. Zappa comparaba hacer solos de guitarra con hacer «esculturas en el aire», y creó un estilo ecléctico, innovador y personal.

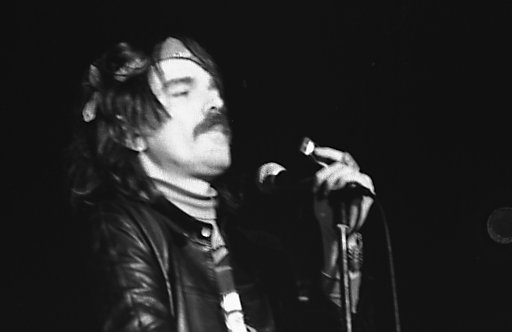
Frank Zappa conoció a Captain Beefheart al comienzo de su carrera musical.

El interés de Zappa en componer y hacer arreglos se acrecentó en sus últimos años de escuela. Para su último año, estaba componiendo, arreglando y dirigiendo piezas de avantgarde para la escuela. Se graduó en la Antelope Valley High School en 1958; más tarde mencionaría a dos de sus profesores de música en la contraportada de su álbum de 1966, Freak Out!. Debido a sus constantes cambios de domicilio, Zappa estudió en seis escuelas secundarias, y como estudiante se aburría con frecuencia y distraía al resto de sus compañeros. Dejó sus estudios en la universidad estatal después del primer semestre, y mantuvo desde entonces una actitud desdeñosa hacia la educación formal: sacó a sus propios hijos de la escuela cuando tenían quince años.
Zappa se marchó de casa en 1959, mudándose a un pequeño apartamento en Echo Park, Los Ángeles. Después de conocer a Kathryn J. «Kay» Sherman durante su época de universidad, se fueron a vivir juntos a Ontario, California, y se casaron el 28 de diciembre de 1960. Trabajó durante un corto período en el ámbito de la publicidad, cosa que le hizo tomar un especial interés en la presentación visual de sus trabajos, diseñando algunas de las portadas y dirigiendo sus propios videoclips y películas.

#### Studio Z
Zappa intentó ganarse la vida como músico y compositor, haciendo conciertos donde podía, a veces con una remodelada formación de The Blackouts. Económicamente fueron más alentadoras sus primeras grabaciones profesionales, dos bandas sonoras para las películas de bajo coste The World's Greatest Sinner (1962) y Run Home Slow (1965). La primera de ellas, encargada por el actor y productor de cine Timothy Carey y grabada en 1961, contenía muchos temas que aparecerían en posteriores álbumes de Zappa. La segunda de ellas se grabó en 1963 después de que la película ya estuviese terminada, pero se la había encargado uno de sus antiguos profesores de instituto en 1959, por lo que es posible que Zappa trabajase en ella antes de que se rodase la película. Algunas piezas de esta banda sonora aparecen en su álbum póstumo de 1996, The Lost Episodes.
A principios de los años 60, Zappa compuso y produjo canciones para artistas de ámbito local, trabajando a menudo con el cantante y compositor Ray Collins y el productor Paul Buff. Con este último produjo el tema «Memories of El Monte», que fue grabado por The Penguins. Buff era dueño de un pequeño estudio de grabación en Cucamonga, California, que incluía una grabadora de cinco pistas que él mismo había construido. En aquellos tiempos, solo un puñado de estudios, los más comerciales, poseían equipo de grabación multipista; lo habitual era que los estudios más pequeños grabaran en mono o en dos pistas. Aunque ninguna de sus grabaciones de esta época consiguió éxito comercial, Zappa ganó dinero suficiente para permitirse ejecutar un concierto con su música de orquesta en 1963 y grabarlo. Ese mismo año apareció en el Show de Steve Allen, tocando una bicicleta como instrumento musical. Con Captain Beefheart, Zappa grabó algunos temas bajo el nombre de The Soots. La discográfica Dot Records descartó a la banda por no tener «potencial comercial»; una cita que después usaría Zappa en la portada de su álbum Freak Out!.
En 1964, después de que su matrimonio comenzara a ir mal, comenzó a trabajar más de doce horas al día en un estudio grabando y experimentando con técnicas nuevas de grabación de audio. Este patrón de trabajo le seguiría durante el resto de su vida. Gracias a los ingresos que le aportaban sus composiciones para películas, Zappa se hizo cargo del estudio de Paul Buff, que estaba trabajando con Art Laboe en Original Sound, llamando al estudio Studio Z. Studio Z raras veces trabajaba con artistas que no fueran Zappa, a excepción de grabar para algún amigo del mismo, como James «Motorhead» Sherwood. Zappa también comenzó a trabajar como guitarrista para un power trio llamado The Muthers, actuando en bares locales para poder seguir financiándose.
Un artículo en la prensa local describiendo a Zappa como «The Movie King of Cucamonga» (El rey de las películas de Cucamonga) hizo que la policía sospechase que estaba realizando películas pornográficas. En marzo de 1965, un agente encubierto del departamento de Antivicio le ofreció a Zappa 100 dólares para que produjese una cinta de audio erótica, supuestamente para una despedida de solteros. Zappa y una amiga grabaron la cinta, y a la hora de entregarla, fue arrestado, y la policía procedió a hacer un registro del estudio de grabación, requisando todo el material grabado. La prensa fue avisada de antemano, y al día siguiente el periódico The Daily Report escribió que el Departamento de Antivicio había encontrado material de índole pornográfico y que había detenido a un director de cine. Zappa tuvo que defenderse de una acusación de «conspiración para producir pornografía». Este cargo fue reducido y fue sentenciado a seis meses de cárcel por un delito menor, de los que solo tuvo que cumplir diez días. Esto le dejó una marca personal permanente, siendo clave en su posterior antiautoritarismo. Zappa perdió varias de las grabaciones hechas en Studio Z en el proceso, ya que la policía solo devolvió unas treinta de las ochenta horas de grabación que habían requisado. Ya no podía permitirse el alquiler del estudio y fue desahuciado, consiguiendo recuperar la mayoría de sus posesiones antes de que el estudio fuese derruido en 1966.

#### The Mothers of Invention
En 1965, Zappa recibió la propuesta de Ray Collins de unirse como guitarrista a una banda local de R&B llamada The Soul Giants. Zappa aceptó, asumiendo casi desde el comienzo el liderazgo del grupo, y aportando también su voz a las canciones, aunque nunca se consideró a sí mismo como cantante. Convenció a los demás miembros de que tenían que tocar sus propias composiciones para aumentar las posibilidades de conseguir un contrato discográfico. La banda cambió su nombre inicial a The Mothers, curiosamente coincidiendo con el Día de la Madre en Estados Unidos. Después de asociarse con el mánager Herb Cohen, incrementaron su número de actuaciones, mientras poco a poco se ganaban la atención de la floreciente escena underground de Los Ángeles. A principios de 1966, el productor discográfico Tom Wilson les vio mientras interpretaban una canción que hablaba de los disturbios de Watts, «Trouble Every Day», y decidió ocuparse de la banda. Wilson había adquirido renombre por haber producido al cantante y compositor Bob Dylan y al dúo de folk rock Simon & Garfunkel.
The Mothers, gracias a Wilson, consiguieron un contrato con Verve Records, perteneciente a MGM Records, que se especializaba en jazz moderno e intentaba abrirse camino en un ámbito más pop-rock. La compañía Verve insistió en que la banda cambiara oficialmente su nombre a The Mothers of Invention, ya que «Mother», en terminología slang, era una abreviación de motherfucker, un término que, aparte de su significado blasfemo, puede aludir a un músico experto.

#### Álbum debut
Con Wilson como productor, The Mothers of Invention y una orquesta de estudio grabaron el doble álbum Freak Out! en 1966. Era una mezcla de R&B, doo wop y sonidos experimentales que mostraban la subcultura del momento en Los Ángeles. El álbum estableció inmediatamente a Zappa como alguien radicalmente nuevo en la escena de la música rock, siendo un antídoto a la «inexorable cultura consumista americana». El sonido era crudo, pero los arreglos eran sofisticados, quedando algunos de los músicos de sesión sorprendidos al tener que leer la música y ser dirigidos por Zappa, ya que esto no era nada habitual en las grabaciones de rock. Las letras eran inconformistas, antiautoritarias, y con un marcado estilo dadaísta, pero dejando sitio para algunas letras de amor. La mayoría de las composiciones eran de Zappa, lo que se convertiría en la norma durante el resto de su carrera artística. Tenía el control absoluto sobre los arreglos y las decisiones musicales e hizo una gran parte de la producción, mientras que Wilson aportaba su influencia y conexiones dentro de la industria discográfica para conseguir la financiación necesaria.
Durante la grabación de Freak Out!, Zappa se mudó a una casa en Laurel Canyon en Los Ángeles, California con su amiga Pamela Zarubica, que también aparecía en el álbum. La casa se convirtió en punto de reunión de muchos músicos y groupies de la escena de L. A. Aunque muchos de los músicos de la época consumían drogas, Zappa los etiquetaba como «assholes in action» (estúpidos en acción), y solo llegó a probar la marihuana en unas pocas ocasiones. Sin embargo, fue fumador de tabaco durante la mayor parte de su vida, y fue fuertemente crítico con las campañas antitabaco, considerándolas como invenciones de yuppies. Después de una corta gira tras el lanzamiento de Freak Out!, Zappa conoció a Adelaide Gail Sloatman. Zappa se enamoró, según sus propias palabras, "en un par de minutos", y ella se mudó a la casa de Laurel Canyon en el verano de 1966. Se casaron en 1967.
Wilson produjo el siguiente álbum Absolutely Free (1967), grabado en noviembre de 1966 y mezclado en Nueva York. Contenía largas canciones interpretadas por The Mothers of Invention y se centraba en canciones que definían el estilo de componer de Zappa, introduciendo cambios rítmicos abruptos dentro de las canciones. Ejemplos de esto son «Plastic People» y «Brown Shoes Don't Make It», que contenían letras muy críticas con la hipocresía de la sociedad americana, pero también sobre la contracultura de los años 60. Como dijo Zappa: 

«Somos sátiros, y estamos aquí para satirizarlo todo».

Al mismo tiempo, Zappa había grabado material para un álbum autoproducido basado en trabajos orquestales, con vistas a lanzarlo bajo su nombre. Debido a problemas de contrato, las grabaciones fueron guardadas y no aparecerían hasta finales de 1967. Zappa aprovechó para hacer cambios radicales en el contenido, añadiendo diálogos improvisados recién grabados para finalizar su álbum de debut como artista en solitario, Lumpy Gravy, de 1968 (publicado bajo el nombre «Francis Vincent Zappa»). «Es un proyecto musical increíblemente ambicioso», «un monumento a John Cage», que mezcla composiciones orquestales con palabra hablada (spoken word) y ruidos electrónicos conseguidos mediante técnicas radicales de edición de audio.

#### Época de Nueva York
The Mothers of Invention tocaron en Nueva York a finales de 1966 y se les ofreció un contrato para actuar durante Semana Santa en el Teatro Garrick en 1967. Resultó un gran éxito, por lo que Herb Cohen amplió el contrato, que duró seis meses. Como resultado, Zappa y su mujer, junto a The Mothers of Invention, se trasladaron a Nueva York. Sus espectáculos se convirtieron en una combinación de improvisaciones centrándose en los talentos individuales de los componentes de la banda y las composiciones de Zappa. Todo ello, dirigido por las famosas señales con las manos de Zappa. Las actuaciones de artistas invitados y la participación del público se convirtieron en cosas habituales en los conciertos del Teatro Garrick. Una noche, Zappa subió al escenario a un grupo perteneciente al Cuerpo de Marines de los Estados Unidos, donde procedieron a desmembrar a una muñeca hinchable, a instancias de Zappa, que les había dicho que se imaginasen que era una chica gook (siendo gook un término despectivo que se utilizaba para llamar a las personas no-estadounidenses en época de guerra).
Establecido el grupo en Nueva York, y con la única interrupción de la primera gira europea de la banda, The Mothers of Invention grabaron en 1968 el álbum We're Only in It for the Money, a menudo citado como el más exitoso de los trabajos de la banda de finales de la década de 1960. Fue producido por Zappa, apareciendo Wilson en los créditos como productor ejecutivo. De aquí en adelante, Zappa produjo todos los álbumes de The Mothers of Invention y como artista en solitario. En We're Only in It for the Money estaban algunas de las composiciones más creativas a nivel productivo y de edición oídas hasta el momento en la música pop, y las canciones satirizaban de forma descarada la época hippie y el fenómeno flower power. La portada, obra de Cal Schenkel, parodiaba la del álbum Sgt. Pepper's Lonely Hearts Club Band de The Beatles. Esto inició una larga andadura juntos, en la cual Schenkel diseñó numerosas portadas tanto para Zappa como para The Mothers of Invention.
Reflejando el eclecticismo de Zappa, el siguiente álbum, Cruising with Ruben & the Jets de 1968, fue muy diferente. Es una colección de canciones doo wop; no poniéndose de acuerdo los críticos y seguidores en si era una sátira o un tributo. Parte de un tema de La consagración de la primavera de Stravinski suena en una de las canciones. Zappa ha dicho que el álbum fue concebido a la manera en que Stravinski componía en su época neoclásica:

Si él podía tomar las formas y clichés de la época clásica y pervertirlos, ¿por qué no hacer lo mismo con el doo wop de los años cincuenta?

En Nueva York, utilizó mucho la edición de audio como parte de sus composiciones. Se puede encontrar un ejemplo claro en su doble álbum Uncle Meat de 1969, donde la pista "King Kong" se edita a partir de varias grabaciones distintas de estudio y en directo. Zappa grababa de forma habitual sus conciertos, con lo cual utilizaba la edición para superponer esas grabaciones encima de material de estudio y viceversa. Más adelante, comenzó a combinar grabaciones de distintas composiciones para convertirlas en composiciones nuevas, sin importar que el tempo fuese distinto. Llamaba a este proceso "xenochrony" (extrañas sincronizaciones). Zappa también acuñó el término "conceptual continuity" (continuidad conceptual), con el cual hace referencia a que cualquier proyecto o álbum formaba parte de un proyecto más amplio. Todo estaba conectado, y temas musicales y letras de canciones aparecían en formas distintas en posteriores trabajos. Esta continuidad conceptual se encuentra a lo largo de su extensa obra en muchos momentos. A finales de la década de los 1960, Zappa siguió adentrándose más en la industria de la música, formando Herb Cohen y él los sellos discográficos Bizarre Records y Straight Records, para poder seguir financiando proyectos y para tener el control absoluto del lado creativo de su música. Zappa produjo el doble álbum Trout Mask Replica para Captain Beefheart, álbumes de Alice Cooper, Wild Man Fischer, y The GTOs, además de la última grabación en directo de Lenny Bruce.

#### Separación de The Mothers of Invention
Zappa y The Mothers of Invention volvieron a Los Ángeles en el verano de 1968, y los Zappa se mudaron a una casa en el bulevar de Laurel Canyon, para después mudarse en otoño a Woodrow Wilson Drive, siendo esta última la residencia de Zappa hasta su muerte. A pesar de ser muy exitosa en Europa, la banda no pasaba por un buen momento económico. Los álbumes estaban enfocados a los arreglos vocales, pero Zappa componía para sus conciertos música de corte jazzístico y clásico, cosa que confundía a la audiencia.

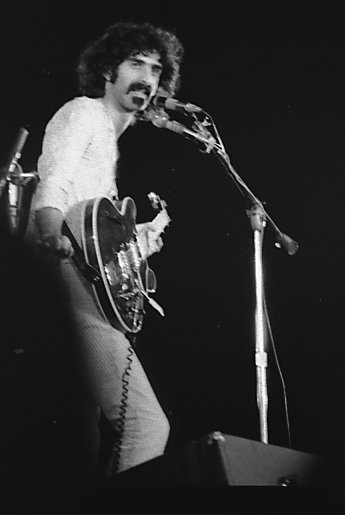
Zappa a comienzos de 1970 en París.

En 1969 eran nueve miembros fijos en la banda y Zappa estaba sufragándola económicamente, gracias a sus regalías, hiciesen conciertos o no. A finales de 1969, Zappa disolvió la banda. A menudo mencionó los problemas financieros como la principal razón, aunque también mencionó la falta de esfuerzo de los músicos de la banda. Muchos de ellos no estuvieron de acuerdo con la decisión de Zappa, tomándoselo como un signo de que este anteponía la perfección al sentimiento. Otros estaban molestos por su método autócrata, manifestado, por ejemplo, en el hecho de que Zappa nunca pernoctaba en el mismo hotel que sus compañeros de banda. Aun así, algunos de estos músicos tocaron para Zappa posteriormente. Material de esta última época se editó en dos álbumes de 1970, Weasels Ripped My Flesh y Burnt Weeny Sandwich.
Después de disolverse The Mothers of Invention, Zappa editó el álbum en solitario Hot Rats en 1969. Incluye, por primera vez en grabaciones de estudio, a un Zappa tocando solo de guitarra, además de una de sus composiciones más reconocidas, "Peaches En Regalia", que aparece en varias grabaciones posteriores. Los músicos de sesión del álbum incluían a músicos de jazz, blues y R&B, como el violinista Don "Sugarcane" Harris, el batería Paul Humphrey, el multiinstrumentista y previo miembro de The Mothers of Invention Ian Underwood, y el multiinstrumentista Shuggie Otis tocando el bajo, aparte de una aparición de Captain Beefheart, aportando la voz al único tema no instrumental del álbum, "Willie the Pimp". Tuvo cierto éxito en el Reino Unido y una gran influencia en el posterior desarrollo del género de fusión jazz rock.

### Años 1970: de The Mothers a Zappa

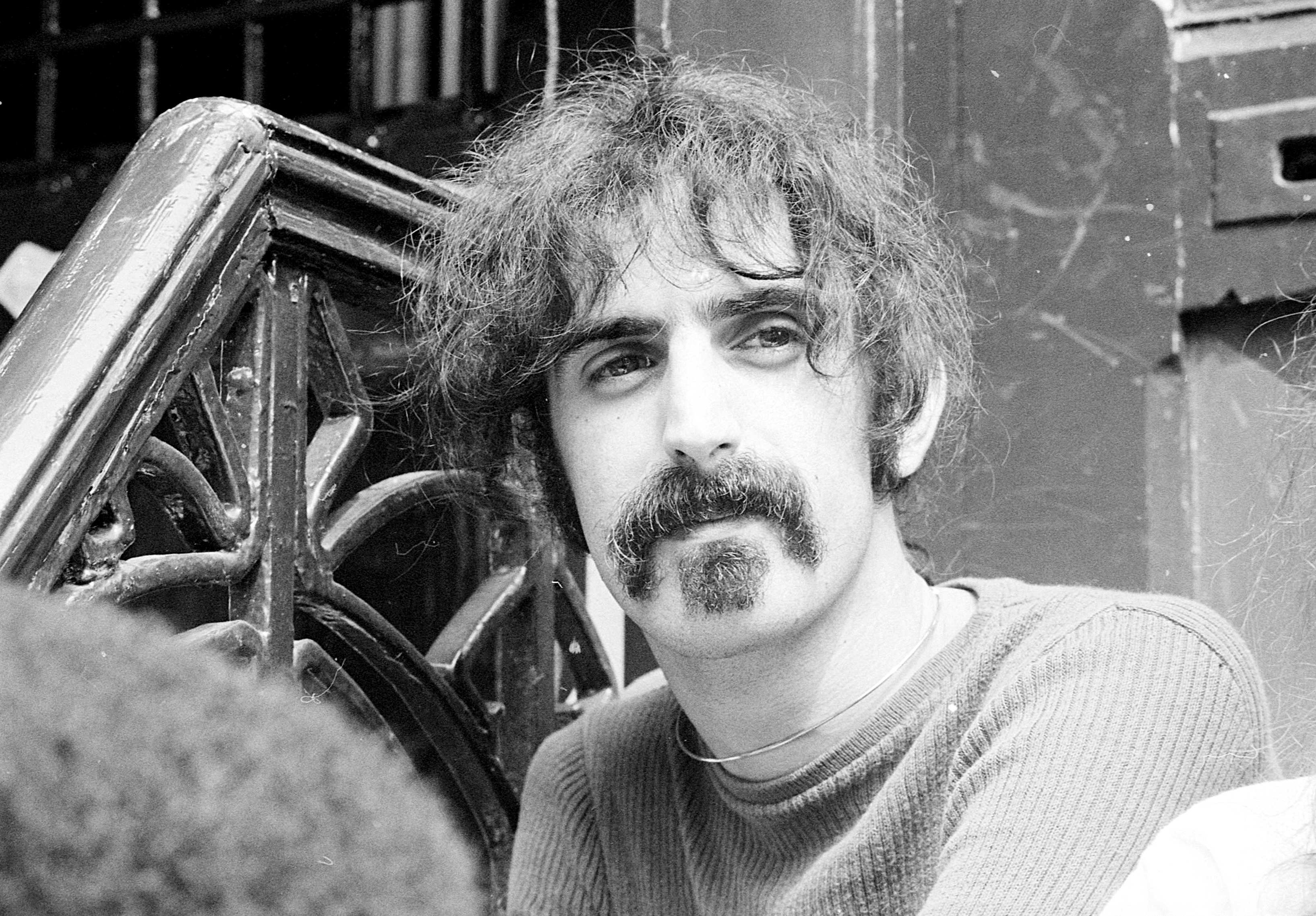
Frank Zappa, 1970

En 1970 Zappa conoció al director de orquesta indio Zubin Mehta. Organizaron para mayo de ese mismo año un concierto donde Mehta dirigía a la Orquesta Filarmónica de Los Ángeles con el apoyo de una banda de rock. Según Zappa, la mayoría de la música fue compuesta en habitaciones de motel mientras estaba de gira con The Mothers of Invention. Algo de esto aparece en la película 200 Motels. Aunque el concierto fue un éxito, la experiencia de trabajar con una orquesta sinfónica no fue positiva según Zappa. Esta insatisfacción predominó a lo largo de su carrera, ya que a menudo pensaba que el capital invertido en plasmar su música clásica en directo raramente daba el resultado esperado.

#### Renacimiento de The Mothers y el cine
A finales de 1970, Zappa formó una nueva versión de The Mothers (de aquí en adelante, mayormente, dejó de utilizar "of Invention"). Incluía al baterista británico Aynsley Dunbar, el teclista de jazz George Duke, Ian Underwood, Jeff Simmons (bajo, guitarra rítmica), y a tres miembros de The Turtles: el bajista Jim Pons, y los cantantes Mark Volman y Howard Kaylan, quienes, por constantes problemas de contrato, adoptaron el nombre artístico de "The Phlorescent Leech and Eddie", o "Flo & Eddie".

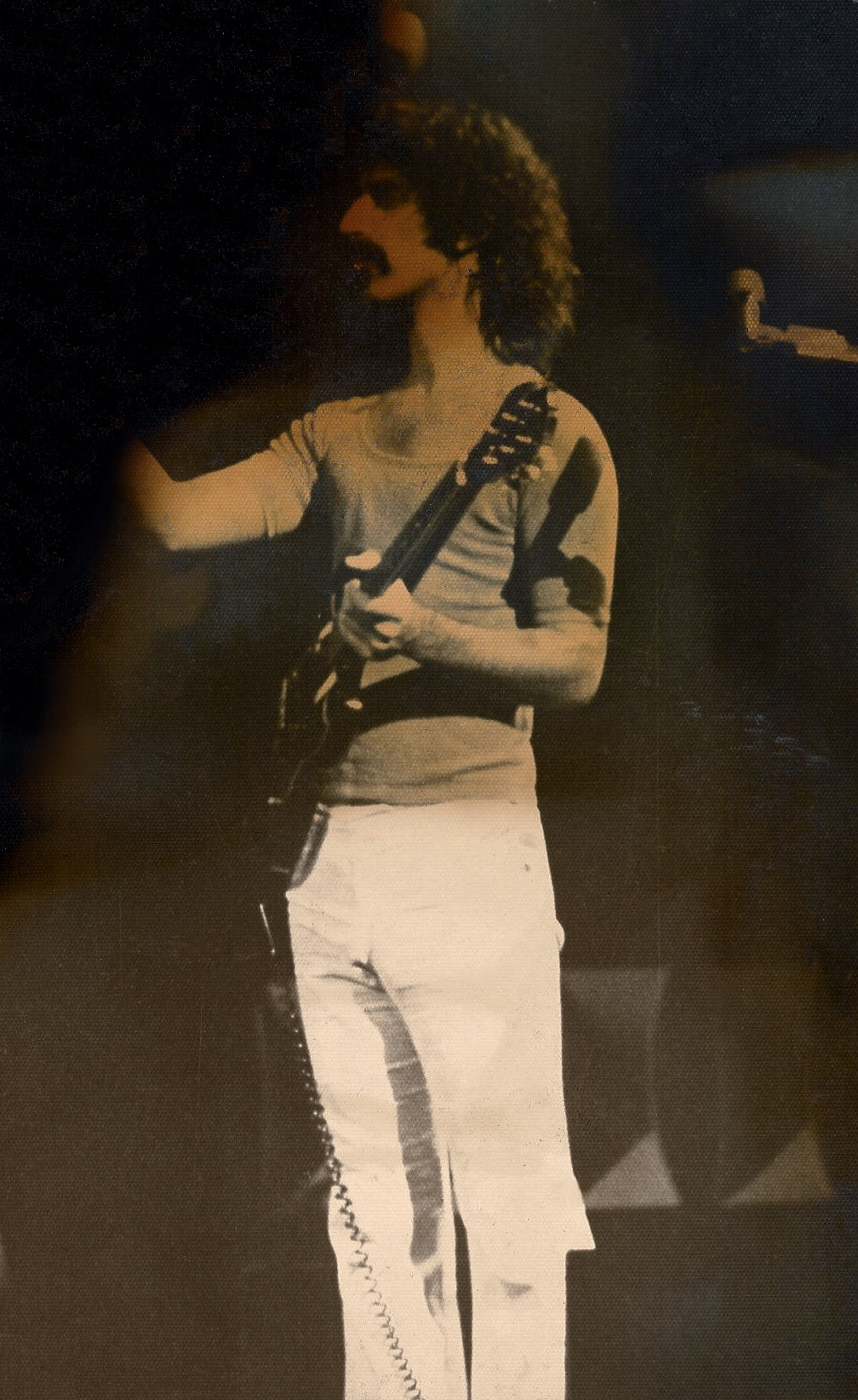
Zappa en el Fillmore el 5 de junio de 1971.

Esta formación de The Mothers debutó en el siguiente álbum en solitario de Zappa, Chunga's Revenge, de 1970, que fue seguido por el doble álbum compuesto como banda sonora de la película 200 Motels en 1971, en el que, aparte de The Mothers, también participaban la Orquesta Filarmónica Real, Ringo Starr, Theodore Bikel y Keith Moon. Codirigida por Zappa y Tony Palmer, la película fue rodada en una semana en los estudios Pinewood en las inmediaciones de Londres. Hubo tensiones entre Zappa y miembros del elenco y del personal técnico antes y durante el rodaje, llegando incluso a que Palmer quisiera que se retirara su nombre de los créditos. La película trata de forma superficial la vida en la carretera de los músicos de rock. Fue, además, la primera película grabada en video y transferida después a película de 35 mm, proceso que permitía la inclusión de algunos efectos visuales. Recibió críticas contradictorias. La banda sonora se centraba en la música de orquesta. La insatisfacción de Zappa con el mundo de la música clásica se intensificó sobremanera cuando un concierto, programado para llevarse a cabo en el Royal Albert Hall después de la filmación, fue cancelado porque un representante del evento pensaba que algunas de las letras eran obscenas. En 1975, puso una querella al Royal Albert Hall por el incumplimiento del contrato.
Después de 200 Motels, la banda comenzó una gira, que dio como resultado dos álbumes en directo, Fillmore East - June 1971 y Just Another Band From L.A. Este último incluía la pista de veinte minutos de duración "Billy the Mountain", una sátira sobre la ópera rock. Este tema era representativo de la teatralidad de la banda, que utilizaba canciones para crear gags basados en escenas de 200 Motels o nuevas situaciones, frecuentemente dedicados a los encuentros amorosos de la banda en la carretera.

#### Accidentes y secuelas

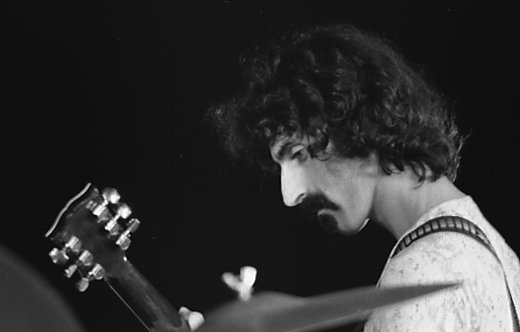
Zappa con Mothers of Invention, Theatre de Clichy, París, 1970-1972.

En diciembre de 1971, hubo dos serios reveses en su carrera. El 4 de diciembre, durante una actuación en el Casino de Montreaux en Suiza, el equipamiento de The Mothers fue destruido cuando una bengala disparada por una persona del público incendió por completo el casino, suceso que fue inmortalizado en la canción «Smoke on the Water» de Deep Purple. Después de una semana de descanso, The Mothers tocaron en el Teatro Rainbow de Londres con equipamiento alquilado (10 de diciembre). En esta ocasión, un miembro del público empujó a Zappa del escenario, haciéndole caer al suelo de cemento del foso de la orquesta. Zappa sufrió serias fracturas, traumatismo craneal y lesiones en la espalda, pierna y cuello, además de un golpe en la laringe que le hizo perder un intervalo musical de una tercera mayor, es decir, dos tonos enteros ascendentes, adicionales, después de su recuperación. Este accidente le dejó postrado en una silla de ruedas, alejándole de la carretera durante más de medio año. En el concierto de retorno en septiembre de 1972, todavía llevaba una férula en la pierna, cojeaba y no podía permanecer en pie mucho tiempo. Zappa mencionó que una de las piernas al curarse, quedó más corta (cosa que referencia en sus canciones «Zomby Woof» y «Dancin' Fool»), siendo resultado de ello un dolor crónico de espalda. Mientras, The Mothers quedaron en espera y finalmente formaron la esencia de la banda de Flo and Eddie.
Durante 1972, Zappa editó dos álbumes fuertemente orientados al jazz, Waka/Jawaka y The Grand Wazoo, que fueron grabados durante su descanso de los escenarios, usando un gran número de músicos de sesión distintos. Musicalmente se asemejan al álbum Hot Rats. Zappa comenzó a girar de nuevo a finales de 1972, siendo sus primeras actuaciones en septiembre, apoyado por una big band de veinte músicos llamada The Grand Wazoo. Esto fue seguido de una gira de cinco semanas por Estados Unidos, con una versión reducida del personal en escena, llamada The Petit Wazoo. Grabaciones de estas bandas no aparecieron hasta más de treinta años después, en los álbumes Wazoo (2007) e Imaginary Diseases (2006), respectivamente.

#### Éxito de ventas
Zappa después hizo varias giras con diferentes agrupaciones con músicos como Ian Underwood (teclados), Ruth Underwood (vibráfono, marimba), Sal Marquez (trompeta, voces), Napoleon Murphy Brock (saxofón, flauta y voces), Bruce Fowler (trombón), Tom Fowler (bajo), Chester Thompson (Batería), Ralph Humphrey (batería), George Duke (teclados, voces) y Jean-Luc Ponty (violín).
Para 1973, sus dos sellos discográficos, Bizarre Records y Straight Records, ya no existían. En su lugar, Zappa y Cohen crearon DiscReet Records, también como rama de Warner Bros. Zappa continuó produciendo mucho a lo largo de los 1970, incluyendo el álbum en solitario Apostrophe (') de 1974, que llegó al puesto número 10 de la lista Billboard, ayudado en parte por el sencillo "Don't Eat The Yellow Snow". Otros álbumes de la época son Over-Nite Sensation de 1973, que incluía algunos de los temas que después tocaría con asiduidad en sus conciertos, y los álbumes Roxy & Elsewhere (1974) y One Size Fits All (1975) repletos de versiones de las siempre cambiantes canciones de The Mothers, y que son notables por sus canciones de jazz fusión de gran complejidad, como "Inca Roads", "Echidna's Arf (Of You)" y "Be-Bop Tango (Of the Old Jazzmen's Church)". Una grabación en vivo de 1974, You Can't Do That on Stage Anymore, Vol. 2 de 1988, capta esta "excelencia y espíritu de la banda entre 1973 y 1975". Zappa editó Bongo Fury en 1975, que contenía temas grabados en directo de una gira de ese mismo año que le reunió con Captain Beefheart por un corto período. Luego, perdieron contacto durante años, aunque lo recuperaron al final de la vida de Zappa.

#### Malos negocios y las giras

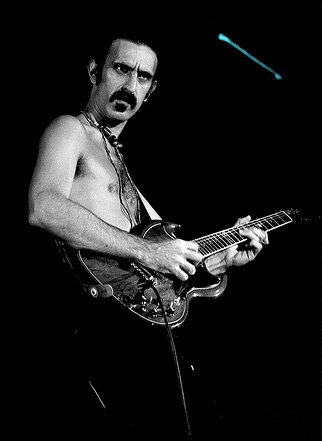
Frank Zappa en el Armadillo World Headquarters, Austin, Texas, en 1977.

La relación de Zappa con su mánager Herb Cohen acabó en 1976. La ruptura fue amarga, ya que Zappa acabó querellándose contra Cohen por firmar contratos de actuaciones con las que no estaba de acuerdo y por temas económicos relacionados con el sello discográfico DiscReet Records. En respuesta, Cohen también interpuso una querella contra Zappa, cosa que hizo que se congelara el dinero que Zappa y Cohen habían ganado de un acuerdo con MGM sobre los derechos de las grabaciones de The Mothers of Invention. También dejó a Zappa sin acceso a sus anteriores grabaciones mientras durase el juicio. Por esto, Zappa decidió llevar directamente a Warner Bros la grabación de Zoot Allures, álbum de 1976.
A mediados de los años 1970 preparó material para un proyecto de cuatro álbumes llamado Läther, que cubría todos los aspectos de la música de Zappa, con temas de corte rock, trabajos orquestales, instrumentales complejos y solos de guitarra con distorsión. Warner en un principio se negó a lanzar el cuádruple álbum. Zappa consiguió un acuerdo con Mercury-Phonogram, y se preparó la primera edición prevista para el día de Halloween de 1977, pero Warner frenó el lanzamiento alegando tener los derechos del material. La respuesta de Zappa fue aparecer en una radio de Pasadena, permitiéndoles emitir todo el álbum Läther, animando a los oyentes a grabar cintas. A esto le siguió un juicio entre Warner y Zappa, por lo que ningún material de Zappa se publicó en más de un año. Al final, Warner editó la mayor parte de Läther en contra de la voluntad de Zappa en cuatro álbumes con promoción limitada. Läther fue editado póstumamente en 1996.
Aunque Zappa al final consiguió los derechos de todo su material creado bajo los contratos con MGM y Warner Bros, todos estos problemas legales hicieron que su única fuente de ingresos fueran los conciertos, que, por consiguiente, hizo de forma constante entre 1975 y 1977 con bandas relativamente pequeñas, orientadas básicamente hacia el rock. El baterista Terry Bozzio se convirtió en un miembro fijo de la banda, Napoleon Murphy Brock estuvo bastante tiempo y el bajista original de The Mothers of Invention Roy Estrada también se unió. Otros de los músicos de esta época incluyen al bajista Patrick O'Hearn, al cantante y guitarrista Ray White y al teclista Eddie Jobson. En diciembre de 1976, Zappa hizo una aparición en el programa televisivo de la cadena NBC Saturday Night Live. Las actuaciones incluían una improvisación con el integrante del programa John Belushi durante la ejecución del tema "The Purple Lagoon".

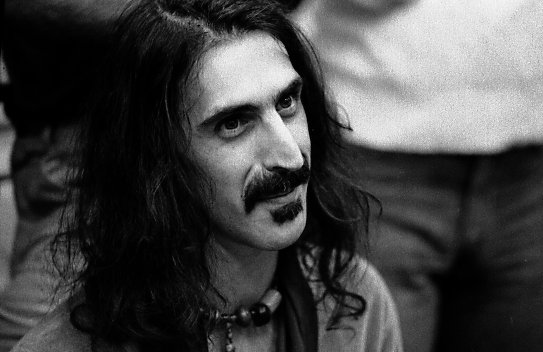
Zappa en Toronto el 24 de septiembre de 1977.

La banda de Zappa del momento, con la adición de Ruth Underwood y una sección de viento (con Michael y Randy Brecker), tocó durante la Navidad en Nueva York, concierto cuyas grabaciones vienen recogidas en el álbum editado por Warner Bros. Zappa in New York, de 1978. Mezcla instrumentales como "The Black Page" y canciones humorísticas como "Titties and Beer". "The Black Page", escrita originalmente para batería pero después desarrollada para ser tocado con bandas más grandes, es notable por su complejidad en su estructura rítmica y sus cambios drásticos de tempo.
Zappa in New York incluía una canción sobre el criminal sexual Michael H. Kenyon, "The Illinois Enema Bandit". Como muchas de las canciones del álbum, contenía numerosas referencias de tipo sexual, llevando a muchos críticos a oponerse y sentirse ofendidos por el contenido. Zappa sorteaba las críticas diciendo que era como un periodista informando de la vida tal y como él la veía. Anticipándose a su posterior lucha contra la censura, dijo:

¿Qué se puede esperar de una sociedad que es tan primitiva que se agarra a la creencia que ciertas palabras del lenguaje son tan poderosas que te pueden corromper nada más oírlas?

 El resto de los álbumes lanzados por Warner Bros. sin el consentimiento de Zappa fueron Studio Tan en 1978 y Sleep Dirt en 1979, que contenían complejas suites de melodías instrumentales grabadas entre 1973 y 1976. También lanzaron Orchestral Favorites en 1979, que consistía en grabaciones de un concierto con orquesta de 1975.

#### Zappa como artista independiente
Después de resueltas las disputas de forma favorable, Zappa acabó los años 1970 "más fuerte que nunca", editando dos de los álbumes más exitosos de su carrera en 1979: el más vendido, Sheik Yerbouti, y su "obra maestra", Joe's Garage. El doble álbum Sheik Yerbouti fue el primero en editarse bajo el sello discográfico Zappa Records, y contenía el sencillo nominado a un Grammy "Dancin' Fool", que llegó al número 45 de la lista Billboard de Estados Unidos, y "Jewish Princess", que recibió atención cuando una firma de abogados de origen judío, en representación de la Anti-Defamation League (La liga de antidifamación), intentó que la canción no se radiodifundiese por alegar que su letra era de contenido antisemita. Zappa lo negó con vehemencia llegando a decir de ellos que eran "una organización ruidosa que intenta meterle presión a la gente para crear una imagen estereotipada de los judíos". El éxito comercial del álbum se debió en gran medida a la canción "Bobby Brown". Debido a su letra que trataba sobre un encuentro entre un joven y una "lesbiana llamada Freddie", la canción no fue difundida en los Estados Unidos, pero tuvo éxito en algunas listas europeas donde el inglés no era idioma oficial. El triple elepé Joe's Garage contaba con el cantante Ike Willis como la voz del personaje "Joe" en la ópera rock que trataba sobre los peligros de los sistemas políticos, y la supresión de la libertad de expresión. La música estaba en parte inspirada por la revolución islámica que había ilegalizado la música en aquellos momentos y por el punto de vista de los americanos para con el sexo. El álbum contiene canciones de rock como "Catholic Girls" (una contestación insolente a las controversias creadas con la canción "Jewish Princess"), "Lucille Has Messed My Mind Up" y "Joe's Garage". Además el álbum estaba repleto de improvisaciones de guitarra grabadas en vivo combinadas con las grabaciones de la banda de estudio, dominada por el baterista Vinnie Colaiuta. El álbum contiene una de las piezas de guitarra más famosas de Zappa, "Watermelon in Easter Hay".
El 21 de diciembre de 1979 se estrenó en Nueva York la película de Zappa Baby Snakes. La frase que aparecía en la portada decía: "Una película sobre gente que hace cosas que no son normales". La película, de 160 minutos de duración, estaba basada en grabaciones realizadas en conciertos de Nueva York de 1977. También contenía algunas secuencias de animación hechas con arcilla por Bruce Bickford. La película no tuvo mucho éxito comercial, pero ganó un premio en el Primer Festival de Música Internacional de París en 1981. Se editó en DVD en 2003.

### Años 1980
Después de pasar la mayor parte de 1980 en la carretera, Zappa editó Tinsel Town Rebellion en 1981. Fue el primer álbum grabado con su propio sello Barking Pumpkin Records y contiene temas extraídos de su gira de 1979, un tema de estudio y material de su gira de 1980. El álbum es una mezcla de instrumentales complejos y el uso de sprechgesang (canción hablada) —técnica de composición que habían empleado compositores como Arnold Schoenberg y Alban Berg— y muestra las excelencias de una de las bandas más sólidas que llegó a tener Zappa (no en medida escasa por incluir al batería Vinnie Colaiuta). Aunque algunas de las letras aun eran controvertidas, pues algunos las consideraban sexistas, se ha descrito la sátira política y sociológica en canciones como "Tinsel Town Rebellion" y "The Blue Light" como una "desternillante crítica de la buena disposición de los americanos a creerse cualquier cosa". El álbum también adquiere notoriedad por la presencia del virtuoso de la guitarra Steve Vai, que se unió a la banda de Zappa a finales de 1970.

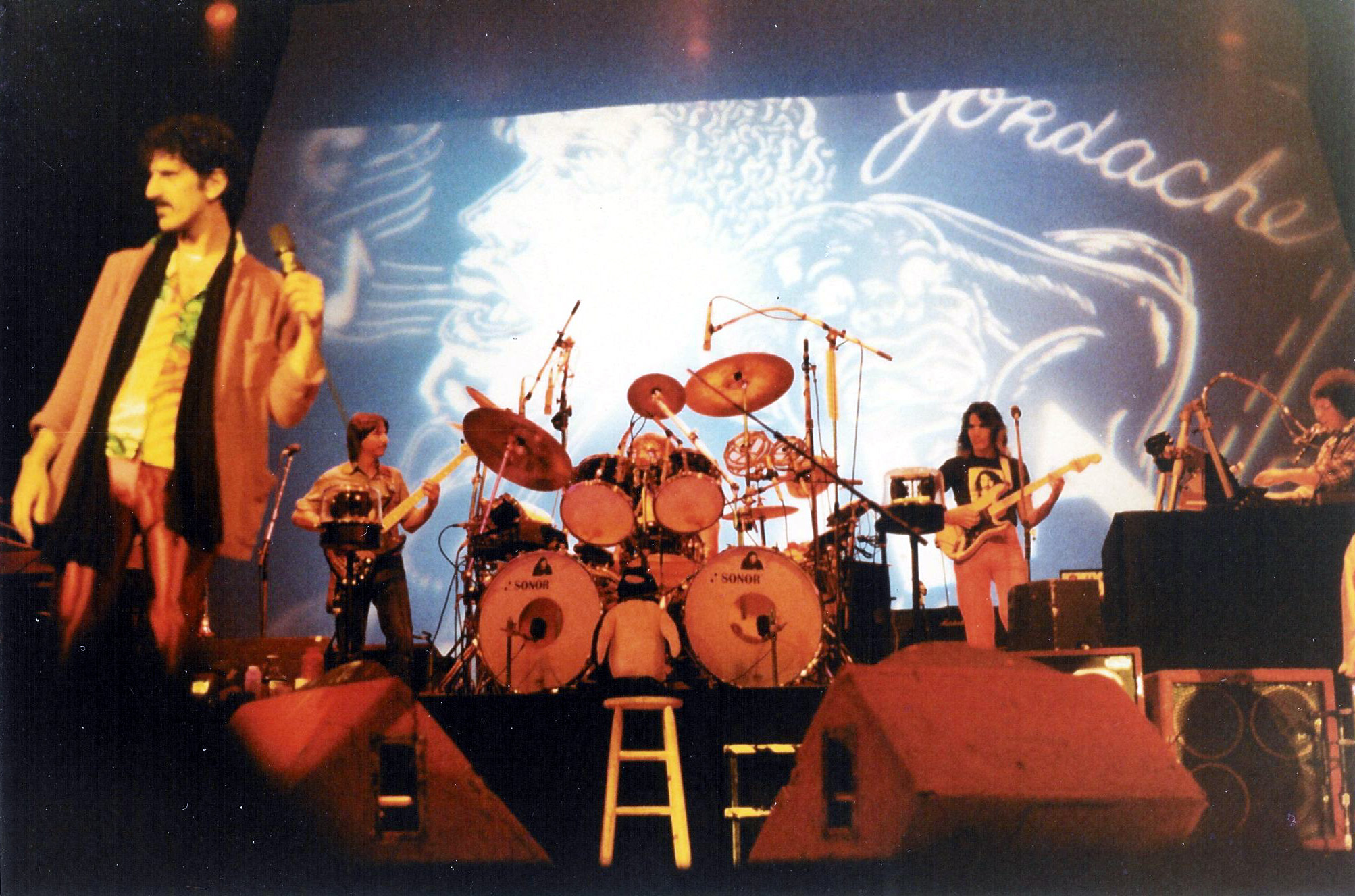
Frank Zappa y su banda en el Memorial Auditorium, Búfalo, Nueva York 25 de octubre de 1980.

Ese mismo año se editó el álbum doble You Are What You Is. La mayor parte del álbum se grabó en el recién inaugurado estudio de grabación Utility Muffin Research Kitchen (UMRK), ubicado en la casa de Zappa de Laurel Canyon, lo que le daba más libertad para trabajar. El álbum incluía un complejo tema instrumental, "Theme from the 3rd Movement of Sinister Footwear", aunque estaba orientado principalmente hacia canciones de rock con el sardónico comentario social de Zappa: letras satíricas dedicadas a adolescentes, los medios de comunicación, la religión y la hipocresía política. "Dumb All Over" es una invectiva contra la religión, al igual que "Heavenly Bank Account", en la cual Zappa despotrica contra varios evangelistas televisivos por su influencia en la administración de los Estados Unidos y por su uso de la religión para amasar dinero. Canciones como "Society Pages" y "I'm a Beautiful Guy" muestran a un Zappa en contra de la era de Ronald Reagan y su "obscena forma de conseguir fortuna y felicidad".
En 1981, también lanzó al mercado tres álbumes instrumentales, Shut Up 'N Play Yer Guitar, Shut Up 'N Play Yer Guitar Some More, y The Return of the Son of Shut Up 'N Play Yer Guitar, inicialmente vendidos por petición por correo, editados posteriormente por el sello discográfico CBS por demanda popular. Los álbumes están enfocados exclusivamente en Zappa como solista de guitarra, siendo las pistas predominantemente grabaciones en directo de 1979 y 1980; mostrando las dotes de improvisación de Zappa mezcladas con el gran apoyo de la banda. Otro álbum de guitarra en solitario, Guitar, se editó en 1988, y un tercero, Trance-Fusion, que Zappa completó poco antes de su muerte, se publicó en 2006.

#### Del sencillo más exitoso a la Orquesta Sinfónica de Londres
En mayo de 1982, Zappa lanzó al mercado Ship Arriving Too Late to Save a Drowning Witch, que incluye su sencillo más vendido, "Valley Girl", que fue nominado a un Grammy y llegó al número 32 en la lista Billboard. En la letra de la canción, Moon Zappa, hija de Zappa, satirizaba la forma de hablar de las chicas del Valle de San Fernando, en California. La mayoría de los estadounidenses que solo conocían a Zappa por sus escasos sencillos de éxito ahora veían en él a un compositor de canciones novedosas, aunque el resto del álbum contenía música altamente complicada. Zappa se sintió molesto por esto y la canción nunca llegó a ser tocada en sus conciertos.
En 1983 se editaron dos proyectos distintos, empezando por The Man From Utopia, una obra de orientación rock. El álbum es ecléctico, contando con los temas cantados "Dangerous Kitchen" y "The Jazz Discharge Party Hats", ambos continuaciones del estilo sprechgesang de Tinseltown Rebellion. El segundo álbum, London Symphony Orchestra, Vol. 1 contenía composiciones para orquesta dirigidas por Kent Nagano e interpretadas por la Orquesta Sinfónica de Londres (LSO). Una segunda parte de este álbum, London Symphony Orchestra, Vol. 2 se editaría en 1987. El material fue grabado en tiempo récord, con el único aporte económico de Zappa, ayudado en parte por el éxito comercial del sencillo "Valley Girl". Esto fue después de que Zappa ya hubiese experimentado antes grandes problemas para financiar este tipo de eventos. Zappa no quedó satisfecho con las grabaciones de la LSO. Una de las razones es la canción "Strictly Genteel", que se grabó después de que la sección de trompetas hubiese estado de copas durante uno de los descansos. El director de orquesta Nagano, que quedó contento con la experiencia, dijo: "Siendo justos con la orquesta, la música es humanamente muy, muy difícil". Algunas críticas indicaron que las grabaciones eran la mejor representación del trabajo de composición orquestal de Zappa hasta el momento.

#### Sistema Synclavier
Durante el resto de su carrera, gran parte del trabajo de Zappa estuvo influido por el uso del Synclavier, tanto a nivel de composición como de interpretación. Aún considerando la complejidad de sus composiciones, el Synclavier podía realizar cosas increíbles. Podía ser programado para tocar casi cualquier cosa concebible, hasta la perfección:

Con el Synclavier, cualquier grupo de instrumentos imaginable puede ser invitado a tocar los pasajes más difíciles... con una aproximación de un milisegundo cada vez.

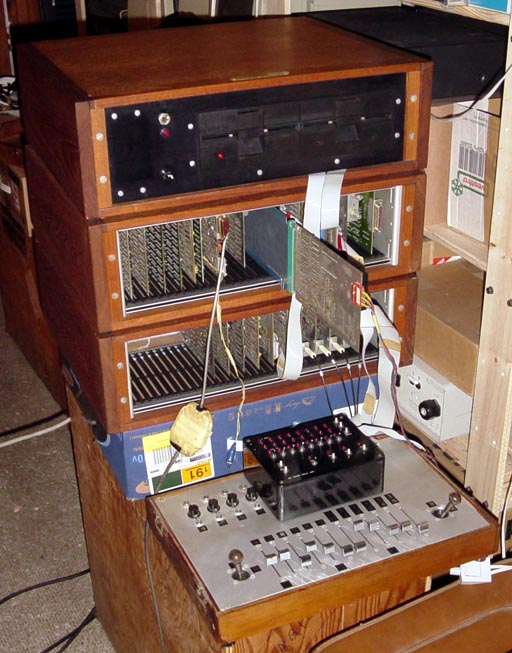
Synclavier I.

Aunque esto esencialmente creaba la posibilidad de prescindir de músicos, Zappa veía el Synclavier y los músicos de carne y hueso como cosas distintas. En 1984, lanzó al mercado cuatro álbum. Boulez Conducts Zappa: The Perfect Stranger contiene obras orquestales dirigidas por Pierre Boulez (que previamente había sido listado como influencia en el álbum Freak Out!) y ejecutadas por su Ensemble Intercontemporain, yuxtapuestas con las primeras piezas realizadas con Synclavier. De nuevo Zappa no quedó satisfecho con la interpretación de las piezas orquestales, considerando que no se había ensayado lo suficiente, aunque en las notas del álbum da las gracias a Boulez por su constante exigencia de precisión. Las piezas de Synclavier están en contraste con las obras orquestales, ya que los sonidos fueron generados electrónicamente y no, como fue posible poco después, sampleadas.
El álbum Thing-Fish fue una caja recopilatoria de tres álbumes realizados al estilo de un musical de Broadway, enfocados en un marco distópico hipotético en el que se incluían el feminismo, la homosexualidad, la manufacturación del sida y su distribución y un programa de eugenesia dirigido por el Gobierno de los Estados Unidos. Se combinaron nuevas pistas de voz con pistas previamente publicadas y nueva música de Synclavier, "el trabajo es un extraordinario ejemplo de bricolaje". Finalmente, Zappa sacó al mercado Francesco Zappa, un homenaje al compositor del siglo XVII Francesco Zappa hecho con Synclavier, y Them or Us, un doble álbum de piezas en vivo y de sesión fuertemente editadas.

#### Testimonio en el Senado
El 19 de septiembre de 1985, Zappa testificó ante el comité de comercio, tecnología y transporte del Senado de los Estados Unidos, atacando al Parents Music Resource Center o PMRC, una organización cofundada por la mujer del por aquel entonces senador Al Gore, Tipper Gore. Algunos de los miembros del PMRC eran esposas de políticos, incluyendo las esposas de cinco de los miembros del comité, y se había fundado para controlar el contenido sexual o satánico de las letras de las canciones. Zappa veía sus actividades como un camino hacia la censura y calificó su petición para etiquetar ciertos álbumes con contenido explícito con el lema "Parental Advisory" como una "extorsión" a la industria. En su declaración dijo:

La propuesta del PMRC es un disparate malintencionado que falla en su intento de beneficiar a los niños, infringe las libertades de las personas que no son niños, y que promete mantener los juzgados llenos durante años interpretando y ejecutando los problemas inherentes a la propuesta. Yo tenía entendido que, en leyes, al decidir sobre enmiendas se debe optar por las menos restrictivas. En este contexto, las demandas del PMRC son el equivalente a tratar la caspa decapitando... El establecimiento de un sistema de clasificación, voluntaria o no, abre las puertas a un desfile de programas de control de calidad basado en cosas que no gustan a algunos cristianos. ¿Qué pasa si el próximo puñado de esposas de Washington pide una enorme 'J' amarilla en todo el material compuesto o tocado por judíos, para salvar a los indefensos niños de la exposición a la doctrina sionista?

Zappa incluyó pasajes de esta declaración en su composición "Porn Wars", incluida en el álbum de 1985 Frank Zappa Meets the Mothers of Prevention. Se oye a Zappa interactuando con los senadores Fritz Hollings, Slade Gorton y Al Gore (que admitió ser fan de Zappa) y en un diálogo con la senadora de Florida Paula Hawkins sobre los juguetes con los que jugaban los hijos de Zappa. Continuó discutiendo con representantes del PMRC a lo largo de 1986 y 1987. La pasión de Zappa por la política americana comenzó a ser una parte importante de su vida. Siempre había aconsejado a sus admiradores que se registraran para votar, incluso en las cubiertas de sus álbumes, y en 1988, incluso tenía cabinas para registrarse en sus conciertos. Hasta consideró presentarse a la Presidencia de los Estados Unidos.
En contraposición al etiquetado que sugería la PMRC, Zappa utilizó una etiqueta a mediados de los años 1980 que decía:

¡CUIDADO! Este álbum contiene material que una sociedad verdaderamente libre nunca temería ni suprimiría. El lenguaje y conceptos contenidos aquí garantizan no causar tormento en el sitio donde el tío de los cuernos y tridente lleva sus asuntos. Esta garantía es tan real como la de los fundamentalistas que atacan la música rock en su vano intento de transformar Estados Unidos en una nación de estúpidos (en el nombre de Jesucristo). Si hay un infierno, sus llamas les esperan a ellos, no a nosotros.

Posteriormente, Zappa extendió sus apariciones televisivas a papeles no musicales. Intervino como actor o aportando su voz en episodios de Shelley Duvall's Faerie Tale Theatre, Miami Vice y Ren y Stimpy (en el episodio de El Hombre de Tostada en Polvo, en inglés, Powdered Toast Man, como la voz del Papa). Un papel poniendo su voz en Los Simpson nunca llegó a materializarse, para disgusto del creador Matt Groening.

#### Medios digitales y última gira
Hacia 1986, Zappa emprendió la reedición exhaustiva de sus primeras grabaciones de vinilo. Supervisó personalmente todas las remasterizaciones de sus grabaciones de los años 1960, 1970 y principios de los 1980 para su reedición en el entonces nuevo formato del disco compacto digital. Algunos seguidores criticaron ciertos aspectos de estas reediciones por ser poco fieles a las grabaciones originales. Antes de que el CD se abriese camino en el mercado, Zappa había propuesto sustituir el comercio con grabaciones fonográficas de música por "transferencias digitales directas" a través de cable telefónico o televisión por cable (con la regalía y la factura del pago integrado en el software que acompañaba la compra). En 1989, Zappa consideró su idea como "un desafortunado fracaso".
El álbum Jazz from Hell, editado en 1986, hizo ganar a Zappa su primer Grammy en 1987 por la "mejor ejecución instrumental de rock". Exceptuando un solo de guitarra en directo, el álbum presentaba exclusivamente composiciones ejecutadas con el Synclavier. Aun siendo un álbum instrumental, Meyer Music vendió Jazz from Hell con la etiqueta de "letras explícitas" introducido por la RIAA en colaboración con la PMRC.
La última gira de Zappa con una banda de rock fue en 1988, con doce músicos que tenían un repertorio de más de cien temas, mayoritariamente de Zappa, pero la banda se disolvió en circunstancias amargas antes de finalizar la gira. La gira fue documentada en los álbumes Broadway the Hard Way (nuevo material conteniendo canciones con fuerte énfasis en la política), The Best Band You Never Heard in Your Life (canciones de Zappa y una colección de versiones, como Boléro de Maurice Ravel o "Stairway to Heaven" de Led Zeppelin), y Make a Jazz Noise Here (mayoritariamente instrumental y música avantgarde). Partes de esta gira también se incluyen en You Can't Do That on Stage Anymore, específicamente en los volúmenes 4 y 6.

### Años 1990: música sinfónica y fallecimiento
A principios de los años 1990, Zappa visitó Checoslovaquia a petición del presidente Václav Havel, que le pidió que sirviese de asesor de comercio, cultura y turismo. Havel era seguidor de Zappa, por su gran influencia en el avant-garde y la escena underground del este de Europa durante los años 1970 y los 1980. Zappa aceptó entusiasmado y comenzó a mantener reuniones con corporaciones interesadas en invertir en Checoslovaquia. En unas semanas, la administración estadounidense presionó a Checoslovaquia para que retirase la propuesta. Havel, por consiguiente, nombró a Zappa agregado cultural no oficial.
La mayoría de los proyectos de Zappa llegaron a un alto en 1990, cuando se le diagnosticó un cáncer de próstata terminal. La enfermedad llevaba diez años desarrollándose y fue considerada inoperable. Después de este diagnóstico, Zappa dedicó la mayor parte de sus energías a componer obras para orquesta moderna y para Synclavier. En 1993, poco antes de su fallecimiento, completó Civilization, Phaze III. Se trataba de una obra para Synclavier que había comenzado en los años 80.
En 1991 Zappa fue elegido para ser uno de los cuatro compositores en el Festival de Fráncfort del Meno de 1992 (los otros fueron John Cage, Karlheinz Stockhausen y Alexander Knaifel). La orquesta de cámara Ensemble Modern se interesó en tocar la música de Zappa. Aun estando enfermo, Zappa les invitó a Los Ángeles para los ensayos de las nuevas composiciones y los arreglos de las composiciones de material antiguo. Además de estar satisfecho con el resultado, Zappa congenió bien con los músicos, y los conciertos de Alemania y Austria se prepararon para finales de año. En septiembre de 1992, las actuaciones se llevaron a cabo como estaba previsto, aunque Zappa solo pudo estar presente en dos de los conciertos de Fráncfort del Meno por su enfermedad. En el primero de ellos, Zappa dirigió la apertura "Overture", y el último tema "G-Spot Tornado" aparte de la teatral "Food Gathering in Post-Industrial America, 1992" y "Welcome to the United States" (el resto del concierto fue dirigido por Peter Rundel). Zappa recibió una ovación de veinte minutos. Este sería su último aporte profesional en público, mientras el cáncer se iba extendiendo hasta el punto de que soportaba demasiado dolor como para disfrutar de un evento que, por otro lado, consideraba "estimulante". Grabaciones de estos conciertos aparecen en The Yellow Shark de 1993, su último lanzamiento antes de su muerte, y algo del material de los ensayos apareció de forma póstuma en el álbum Everything Is Healing Nicely de 1999.
Frank Zappa murió de complicaciones de cáncer de la próstata el sábado 4 de diciembre de 1993 en su casa, acompañado de su mujer y sus hijos. En una ceremonia privada celebrada al día siguiente, Zappa fue enterrado en una tumba sin marcar en el Cementerio Westwood Village Memorial Park de Westwood, Los Ángeles. El lunes 6 de diciembre su familia anunció:

El compositor Frank Zappa marchó para su última gira el sábado justo antes de las 18:00.

## Vida personal
Zappa estuvo casado con Kathryn J. «Kay» Sherman de 1960 a 1963. En 1967 se casó con Adelaide Gail Sloatman. Él y su segunda esposa tuvieron cuatro hijos: Moon, Dweezil, Ahmet y Diva.
Tras la muerte de Zappa, su viuda Gail creó Zappa Family Trust, que posee los derechos de la música de Zappa y alguna otra producción creativa: se lanzaron más de 60 álbumes durante la vida de Zappa y 40 póstumamente. Tras la muerte de Gail en octubre de 2015, los niños Zappa recibieron acciones del fideicomiso; Ahmet y Diva recibieron el 30 % cada uno, Moon y Dweezil recibieron el 20 % cada uno.

## Creencias y política

### Drogas
Zappa afirmó: «Las drogas no se convierten en un problema hasta que la persona que las usa te hace algo, o hace algo que afectaría tu vida y que no quieres que te suceda, como un piloto de avión que se estrella porque estaba lleno de drogas». Zappa fumó mucho tabaco durante la mayor parte de su vida y fue muy crítico con las campañas contra el tabaco.
Aunque desaprobaba el consumo de drogas, criticaba la Guerra contra las Drogas, comparándola con la prohibición del alcohol, y afirmaba que el Departamento del Tesoro de los Estados Unidos se beneficiaría de la despenalización y regulación de las drogas. Al describir sus puntos de vista filosóficos, Zappa afirmó: «Creo que las personas tienen derecho a decidir sus propios destinos; las personas son dueñas de sí mismas. También creo que, en una democracia, el gobierno existe porque (y solo mientras) los ciudadanos individuales le dan una “licencia temporal para existir”, a cambio de la promesa de que se portará bien. En una democracia, eres dueño del gobierno, no es dueño de ti».

### Gobierno y religión

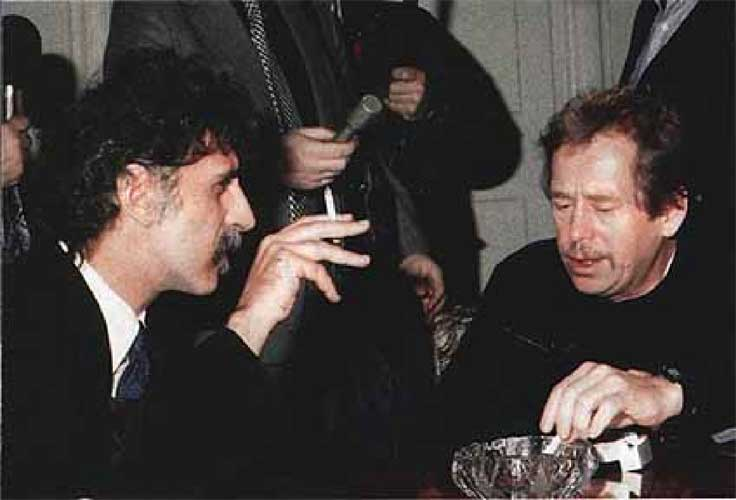
Zappa con Václav Havel en 1990

En una entrevista de 1991, Zappa informó que era un demócrata registrado, pero agregó que «eso podría no durar mucho, lo destruiré». Al describir sus puntos de vista políticos, Zappa se clasificó a sí mismo como un «conservador práctico». Estaba a favor del gobierno limitado y los impuestos bajos; también afirmó que aprobaba la defensa nacional, la seguridad social y otros programas federales, pero solo si los beneficiarios de dichos programas están dispuestos y pueden pagarlos. Estaba a favor del capitalismo, el espíritu empresarial y los negocios independientes, afirmando que los músicos podrían ganar más siendo dueños de sus propios negocios que recaudando regalías. Se opuso al comunismo y afirmó: «Un sistema que no permite la propiedad ... tiene, por decirlo suavemente, un defecto de diseño fatal». Siempre había alentado a sus fanáticos a registrarse para votar sobre las portadas de los discos, y durante 1988 tuvo cabinas de registro en sus conciertos. Incluso consideró postularse para presidente de los Estados Unidos como independiente.
Zappa era ateo. Recordó que sus padres eran «bastante religiosos» y trataron de que fuera a la escuela católica a pesar de su resentimiento. Sentía repugnancia hacia la religión organizada (el cristianismo en particular) porque creía que promovía la ignorancia y el antiintelectualismo. Sostuvo la opinión de que la historia del Jardín del Edén muestra que la esencia del cristianismo es oponerse a obtener conocimiento. Algunas de sus canciones, conciertos, entrevistas y debates públicos en la década de 1980 criticaron y ridiculizaron a los republicanos y sus políticas, al presidente Ronald Reagan, la Iniciativa de Defensa Estratégica (SDI), el teleevangelismo y la derecha cristiana, y advirtieron que el gobierno de los Estados Unidos estaba en peligro de convertirse en una «teocracia fascista».
A principios de 1990, Zappa visitó Checoslovaquia a petición del presidente Václav Havel. Havel, admirador desde hace mucho tiempo del compromiso de Zappa con la libertad individual, lo designó como «Embajador especial en Occidente para el comercio, la cultura y el turismo» de Checoslovaquia. Havel fue fanático de toda la vida de Zappa, quien tuvo una gran influencia en la escena vanguardista y underground de Europa Central en las décadas de 1970 y 1980 —un grupo de rock checo que fue encarcelado en 1976 tomó su nombre de la canción de Zappa de 1968 «Plastic People»— . Bajo la presión del Secretario de Estado, James Baker, se retiró el puesto de Zappa —como «Embajador Especial» checo—. Havel nombró a Zappa un agregado cultural no oficial en su lugar.

### Anticensura
Zappa expresó opiniones sobre la censura cuando apareció en la serie de televisión Crossfire de CNN y debatió temas con el comentarista del Washington Times, John Lofton, en 1986. El 19 de septiembre de 1985, Zappa testificó ante el comité de Comercio, Tecnología y Transporte del Senado de los Estados Unidos, atacando al Parents Music Resource Center o PMRC, una organización musical cofundada por Tipper Gore, esposa del entonces senador Al Gore. El PMRC estaba formado por muchas esposas de políticos, incluidas las esposas de cinco miembros del comité, y se fundó para abordar el problema de las letras de las canciones con contenido sexual o satánico. Durante el testimonio de Zappa, afirmó que había un claro conflicto de intereses entre el PMRC debido a las relaciones de sus fundadores con los políticos que entonces intentaban aprobar lo que él denominó el «Blank Tape Tax». Kandy Stroud, vocera del PMRC, anunció que el senador Gore —quien cofundó el comité— fue uno de los patrocinadores de esa legislación. Zappa sugirió que las discográficas estaban tratando de que el proyecto de ley se aprobara rápidamente a través de comités, uno de los cuales estaba presidido por el senador Strom Thurmond, quien también estaba afiliado al PMRC. Zappa señaló además que este comité se estaba utilizando como una distracción de la aprobación de ese proyecto de ley, lo que solo beneficiaría a unos pocos en la industria de la música.
Zappa vio sus actividades como un camino hacia la censura : 267  y llamó a su propuesta de etiquetado voluntario de discos con contenido explícito «extorsión» de la industria musical.: 262 
En su declaración preparada, dijo:

La propuesta del PMRC es una tontería mal concebida que no brinda ningún beneficio real a los niños, infringe las libertades civiles de las personas que no son niños y promete mantener a los tribunales ocupados durante años lidiando con los problemas de interpretación y aplicación inherentes a el diseño de la propuesta. Tengo entendido que, en la ley, los asuntos de la Primera Enmienda se deciden con preferencia por la alternativa menos restrictiva. En este contexto, las demandas del PMRC equivalen a tratar la caspa por decapitación. ... El establecimiento de un sistema de calificación, voluntario o no, abre la puerta a un desfile interminable de programas de control de calidad moral basados en cosas que a ciertos cristianos no les gustan. ¿Qué pasa si el próximo grupo de esposas de Washington exige una gran «J» amarilla en todo el material escrito o interpretado por judíos, para salvar a los niños indefensos de la exposición a la doctrina sionista oculta?

Zappa puso extractos de las audiencias del PMRC con música de Synclavier en su composición «Porn Wars» del álbum de 1985 Frank Zappa Meets the Mothers of Prevention, y la grabación completa se lanzó en 2010 como Congress Shall Make No Law... se escucha a Zappa interactuando con los Senadores Fritz Hollings, Slade Gorton y Al Gore.

## Legado

### Premios y honores
Frank Zappa fue uno de los primeros en romper las barreras entre rock, jazz y música clásica. A finales de los años 1960 sus Mothers of Invention pasaban de Petrushka de Stravinsky al "Bristol Stomp" de The Dovells antes de irrumpir en chillidos de saxofón inspirados en Albert Ayler.
La Historia Ilustrada del Rock and Roll, Rolling Stone

Zappa recibió clamorosas críticas en todo el mundo tanto en vida como después de su muerte. La Guía de álbumes de Rolling Stone en 2004 escribió: "Frank Zappa tocó casi todos los géneros de música, fuera en su aspecto de roquero satírico, fusionista de jazz rock, virtuoso de la guitarra, mago de la electrónica o innovador orquestal, su genialidad excéntrica era indiscutible". Aunque su obra se inspiraba en varios géneros, Zappa estableció una forma de expresión coherente y personal. En 1971, su biógrafo David Walley dijo: "Toda la estructura de su música está unificada, no dividida por fechas o secuencias de tiempo, y se construye toda como un compuesto". Al hablar de la música, política y filosofía de Zappa, Barry Miles dijo en 2004 que no se pueden separar; "Todo era una sola cosa; todo era parte de su 'continuidad conceptual'".
Guitar Player Magazine hizo un especial sobre Zappa en 1992, y preguntaba en su portada: "¿Es FZ el secreto mejor guardado de la música en Estados Unidos?". El editor Don Menn comentó que el especial trataba de "el compositor más importante de la música popular moderna". Entre los colaboradores del especial estaba el compositor y musicólogo Nicolas Slonimsky, que había dirigido obras de Charles Ives y Edgar Varèse en los años 1930. Se hizo amigo de Zappa en los años 1980, y dijo: "admiro todo lo que hace Frank, porque prácticamente ha creado el nuevo milenio musical. Hace un trabajo precioso... He tenido suerte de haber podido vivir para ver la aparición de este tipo de música totalmente nuevo". El director de orquesta Kent Nagano señaló en ese mismo especial que "Frank es un genio. Y esa no es una palabra que use muy a menudo... En el caso de Frank no es exagerado... Es extremamente culto musicalmente. No estoy seguro de que el público sepa esto". Pierre Boulez dijo a la revista Musician Magazine que Zappa "era una figura excepcional porque pertenecía al mundo del rock y al mundo de la música clásica, y que tanto un campo de su obra como el otro sobrevivirían". Muchos músicos reconocen a Zappa como uno de los compositores más influyentes de su época. Como guitarrista, también ha sido alabado en multitud de ocasiones.
En 1994, la revista de jazz Down Beat le incorporó a su Salón de la Fama. Zappa fue incluido de forma póstuma en el Salón de la Fama del Rock en 1995. En esta ocasión, se escribió:

Frank Zappa fue la más aguda mente musical y el más astuto crítico social. Fue el más prolífico de los compositores de su época, y estableció puentes entre los géneros rock, jazz, clásico, avantgarde e incluso la música de moda con increíble facilidad.

 Recibió el Grammy a toda una vida (Grammy Lifetime Achievement Award) en 1997. En 2005, la National Recording Preservation Board de Estados unidos incluyó We're Only in It for the Money en el National Recording Registry, explicando que "el inventivo e iconoclasta álbum de Frank Zappa presenta una postura política única, tanto anticonservadora como anticontracultural, y ofrece una sátira mordaz tanto del hippismo como de las reacciones de América sobre el mismo". En el mismo 2005, la revista Rolling Stone le puso en el puesto número 71 en la lista de "Los 100 grandes artistas de todos los tiempos".

### Músicos influenciados por Zappa
La música de Zappa ha influido a un gran número de músicos, bandas y orquestas de diversos géneros. Artistas de rock como Mr. Bungle, Butthole Surfers, Alice Cooper, Fee Waybill de The Tubes, Primus, Devin Townsend de Strapping Young Lad y Billy Bob Thornton han mencionado la influencia de Zappa, al igual que artistas de rock progresivo como Henry Cow, Trey Anastasio de Phish, John Frusciante. Formaciones de rock duro y heavy metal como Black Sabbath, Warren DeMartini, Steve Vai, System of a Down, y Clawfinger reconocen la inspiración de Zappa. En la escena de música clásica, Tomas Ulrich, Meridian Arts Ensemble y The Fireworks Ensemble tocan de forma habitual composiciones de Zappa. Músicos y compositores de jazz contemporáneos como Bill Frisell y John Zorn se inspiran en Zappa, al igual que la leyenda del funk George Clinton. Otros artistas en cuya obra Zappa ejerce importante influjo son The Residents, Faust, el pianista de new age George Winston, el compositor de electrónica Bob Gluck, el cantante humorístico "Weird Al" Yankovic. y el artista de música noise Masami Akita de Merzbow. En Chile, el compositor Cristián Crisosto líder de Fulano y MediaBanda reconoce a Zappa como su gran mentor.

### Referencias a Zappa en otros ámbitos

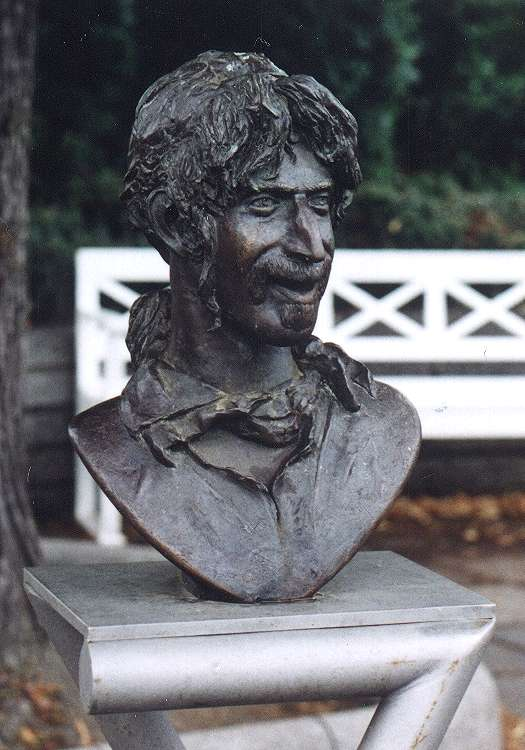
Busto de Zappa en Bad Doberan.